# Andrzej Bryg
Andrzej Bryg (ur. 12 czerwca 1961 w Rzeszowie, zm. 25 sierpnia 2001 w Krakowie) – polski aktor filmowy, telewizyjny i teatralny.

## Kariera

### Kariera teatralna
Andrzej Bryg po raz pierwszy w sztuce teatralnej zagrał 14 listopada 1982 roku na deskach Teatru Nowego w Warszawie w musicalu pt. Opera za trzy grosze w reżyserii Janusza Nyczaka na podstawie dzieła Bertolta Brechta. W 1984 roku został absolwentem Państwowej Wyższej Szkoły Teatralnej w Warszawie. Występował w teatrach: Teatrze im. Juliusza Słowackiego w Krakowie (1984–1995), Teatrze Ludowym w Krakowie (1994), Teatrze Nowym w Łodzi (1995–1996), Teatrze Powszechnym w Łodzi (1996–1997) oraz Teatrze im. Ludwika Solskiego w Tarnowie (2001).

### Kariera filmowa
Grał zazwyczaj role drugoplanowe i epizodyczne w filmach i serialach telewizyjnych. Debiut na wielkim ekranie zaliczył w 1986 roku w filmie pt. Ojcowizna, w którymi wcielił się w rolę Andrzeja. Znany jest głównie z roli Pana Piotrka, ochroniarza Turkota w filmie pt. Pieniądze to nie wszystko oraz Niszczuka w filmie pt. Wiedźmin.

## Filmografia

### Filmy
- 1986: Ojcowizna – Andrzej
- 1988: Tramwajada – Oficer SS
- 1989: Triumph of The Spirit – Oficer SS
- 1997: Młode wilki 1/2 – „Amant”
- 1998: Demony wojny według Goi – „Bułgar”, członek bandy Skiji
- 2000: Pierwszy milion – Pracownik kasyna
- 2000: Koniec świata u Nowaków – Balbina
- 2001: Wiedźmin – Niszczuk
- 2001: Pieniądze to nie wszystko – Pan Piotrek, ochroniarz Turkota

### Seriale
- 1996: Opowieść o Józefie Szwejku i jego drodze na front (odc. 4)
- 1997: 13 posterunek – bokser „Wicemistrz” (odc. 6)
- 1999: Pierwszy milion – Pracownik kasyna
- 2000: Dom – Mężczyzna w klubie interweniujący podczas bójki (odc. 24)
- 2002: Wiedźmin – Niszczuk (odc. 4)

### Teatr Telewizji
- 1984: Elżbieta, królowa Anglii
- 1986: Fizycy – Murillo

### Widowisko
- 1996: Epitalia polskie